# Marco Bezzecchi
Marco Bezzecchi (* 12. November 1998 in Rimini) ist ein italienischer Motorradrennfahrer. Er gewann 2015 die italienische Moto3-Meisterschaft.

## Karriere

### Anfangsjahre
Marco Bezzecchi startete 2011 in der im Rahmen der italienischen Motorrad-Straßenmeisterschaft (CIV) ausgetragenen Europeo Minimoto Open 40 und beendete die Saison mit den zweiten Platz. Im Folgejahr wechselte er in die Europeo Minimoto Open 50 und gewann die Meisterschaft. 2013 fuhr er in der italienischen PreGP 125 und wurde Sechster in der Jahreswertung.
Zur Saison 2014 wechselte Bezzecchi in die Moto3-Klasse des CIV und wurde hinter Manuel Pagliani Vizemeister. Ein Jahr später erreichte er seinen bislang größten Erfolg und gewann die Moto3-Meisterschaft auf einer Mahindra MGP3O. Parallel dazu startete er in zwei Moto3-Rennen der Motorrad-Weltmeisterschaft.

### Moto3-Klasse
2017 bestritt Bezzecchi eine volle Saison in der Moto3-Weltmeisterschaft und beendete diese mit Rang 23. 2018 wurde er auf einer KTM des deutschen Teams Redox Prüstel GP mit Siegen in Argentinien, Österreich und Japan Dritter in der Meisterschaft.

### Moto2-Klasse
In der Saison 2019 ging Bezzecchi für das Team Red Bull KTM Tech 3 in der Moto2-Klasse der Weltmeisterschaft an den Start und wurde mit 17 Punkten WM-23.
Zur Saison 2020 wechselte er ins Team Sky Racing Team VR46 und wurde Teamkollege von Luca Marini. Beim Großen Preis der Steiermark gelang dem Italiener im 25. Anlauf sein erster Moto2-Sieg. Nach einem weiteren Sieg in Valencia schloss er die Saison mit 184 Punkten als WM-Vierter ab.
In der Saison 2021 konnte Bezzecchi an die Leistungen des Vorjahres anknüpfen. Mit einem Saisonsieg, wiederum beim Großen Preis der Steiermark, beendete er die Saison mit 214 Punkten als Dritter des Gesamtklassements.

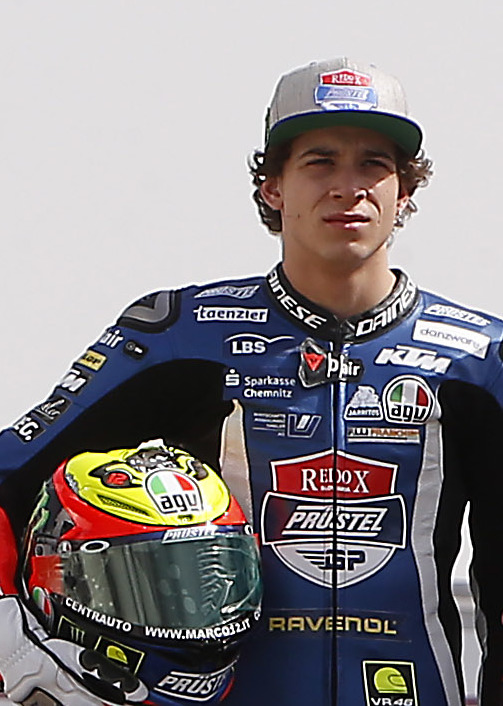
Marco Bezzecchi, 2018

### MotoGP-Klasse
Zur Saison 2022 stieg Bezzecchi in die MotoGP-Klasse auf und pilotierte im VR46 Racing Team eine Ducati Desmosedici. Sein Teamkollege war wiederum Luca Marini, mit dem er bereits im Jahr 2020 gemeinsam in der Moto2-Klasse angetreten war. Sein bestes Saisonergebnis war ein zweiter Platz bei der Dutch TT in Assen. Mit 111 Punkten belegte er am Saisonende Rang 14 der Gesamtwertung und sicherte sich den Titel Rookie of the Year.
In der Saison 2023 ging das Mooney VR46 Racing Team unverändert mit Marco Bezzecchi und Luca Marini an den Start. Mit Siegen in Argentinien, Frankreich und Indien beendete Bezzecchi die Saison hinter Weltmeister Francesco Bagnaia und Jorge Martín als Dritter.
Am 30. August 2023 wurde bekanntgegeben, dass Bezzecchi auch in der Saison 2024 im VR46-Team fahren wird.
In der Saison 2024 gelang es Bezzecchi nicht, an die Erfolge des Vorjahres anzuknüpfen. Mit Rang drei beim Großen Preis von Spanien als bestem Resultat Wurde er Gesamtzwölfter. Im Juni 2024 wurde bekanntgegeben, dass Bezzecchi ab 2025 für das Aprilia-Werksteam fahren wird. Er erhielt dort eine Zweijahresvertrag und tritt an der Seite des amtierenden Weltmeisters Jorge Martín an, der ebenfalls von Ducati zu Aprilia wechselte.
Infolge mehrerer Verletzungen Martíns zu Saisonbeginn nahm Bezzecchi die Rolle des Teamleaders ein. Die Anpassung an die Aprilia RS-GP25 gelang ihm und er erreichte regelmäßig Resultate in den Punkten. Beim Großen Preis von Großbritannien in Silverstone gelang Bezzecchi Ende Mai 2025 sein erster Sieg für Aprilia. Es folgte in Assen bei der Dutch TT Platz zwei hinter Marc Márquez auf Ducati. Beim Großen Preis von Deutschland gelang ihm mit Startplatz zwei die beste Position in der laufenden Saison. Es folgte Platz zwei im Sprint und der Ausfall durch Sturz im Grand Prix. Nach bisher elf gefahrenen Rennen liegt Bezzecchi auf Platz sechs der Weltmeisterschaft und ist somit bester Pilot, der nicht für Ducati fährt.

## Statistik

### Erfolge
- 2015 – CIV Moto3-Meister
- 2022 – MotoGP-Rookie of the Year auf Ducati
- 10 Grand-Prix-Siege

### In der Motorrad-Weltmeisterschaft
(Stand: Großer Preis von Österreich, 17. August 2025)
| Saison | Klasse | Team                              | Motorrad | Rennen | Siege | Zweiter | Dritter | Poles | Schn. Runden | Punkte | Ergebnis |
| ------ | ------ | --------------------------------- | -------- | ------ | ----- | ------- | ------- | ----- | ------------ | ------ | -------- |
| 2015   | Moto3  | San Carlo Team Italia             | Mahindra | 2      | –     | –       | –       | –     | –            | 0      | –        |
| 2015   | Moto3  | Minimoto Portomaggiore            | Mahindra | 2      | –     | –       | –       | –     | –            | 0      | –        |
| 2016   | Moto3  | Mahindra Racing                   | Mahindra | 2      | –     | –       | –       | –     | –            | 0      | –        |
| 2017   | Moto3  | CIP-Green Power                   | Mahindra | 18     | –     | –       | 1       | –     | –            | 20     | 23.      |
| 2018   | Moto3  | Redox Prüstel GP                  | KTM      | 18     | 3     | 5       | 1       | 2     | –            | 214    | 3.       |
| 2019   | Moto2  | Red Bull KTM Tech 3               | KTM      | 19     | –     | –       | –       | –     | –            | 17     | 23.      |
| 2020   | Moto2  | Sky Racing Team VR46              | Kalex    | 15     | 2     | 2       | 3       | 1     | 1            | 184    | 4.       |
| 2021   | Moto2  | Sky Racing Team VR46              | Kalex    | 18     | 1     | 2       | 4       | 1     | –            | 214    | 3.       |
| 2022   | MotoGP | Mooney VR46 Racing Team           | Ducati   | 20     | –     | 1       | –       | 1     | –            | 111    | 14.      |
| 2023   | MotoGP | Mooney VR46 Racing Team           | Ducati   | 20     | 3     | 2       | 2       | 3     | 4            | 329    | 3.       |
| 2024   | MotoGP | Pertamina Enduro VR46 Racing Team | Ducati   | 20     | –     | –       | 1       | –     | –            | 153    | 12.      |
| 2025   | MotoGP | Aprilia Racing                    | Aprilia  | 13     | 1     | 2       | 1       | 1     | 2            | 178    | 4.*      |
| Gesamt | Gesamt | Gesamt                            | Gesamt   | 165    | 10    | 14      | 12      | 9     | 7            | 1420   |          |

* Laufende Saison
Grand-Prix-Siege
| Saison | Klasse | Rennen                        |
| ------ | ------ | ----------------------------- |
| 2018   | Moto3  | Argentinien Osterreich Japan  |
| 2020   | Moto2  | Steiermark Europa             |
| 2021   | Moto2  | Steiermark                    |
| 2023   | MotoGP | Argentinien Frankreich Indien |
| 2025   | MotoGP | Vereinigtes Konigreich        |

Einzelergebnisse
| Saison | 1        | 2           | 3           | 4          | 5          | 6          | 7                      | 8              | 9           | 10                     | 11          | 12                     | 13         | 14             | 15             | 16             | 17         | 18             | 19             | 20        | 21       | 22       |
| ------ | -------- | ----------- | ----------- | ---------- | ---------- | ---------- | ---------------------- | -------------- | ----------- | ---------------------- | ----------- | ---------------------- | ---------- | -------------- | -------------- | -------------- | ---------- | -------------- | -------------- | --------- | -------- | -------- |
| 2015   | Katar    | USA-Texas   | Argentinien | Spanien    | Frankreich | Italien    | Katalonien             | Niederlande    | Deutschland |                        | Tschechien  | Vereinigtes Konigreich | San Marino | Aragonien      | Japan          | Australien     | Malaysia   | \|\| \|\| \|\| |                |           |          |          |
| 2015   | 26       |             |             |            |            | DNF        |                        |                |             |                        |             |                        |            |                |                |                |            |                |                |           |          |          |
| 2016   | Katar    | Argentinien | USA-Texas   | Spanien    | Frankreich | Italien    | Katalonien             | Niederlande    | Deutschland | Osterreich             | Tschechien  | Vereinigtes Konigreich | San Marino | Aragonien      | Japan          | Australien     | Malaysia   | \|\| \|\| \|\| |                |           |          |          |
| 2016   |          |             |             |            |            |            |                        |                |             | DNF                    |             | 24                     |            |                |                |                |            |                |                |           |          |          |
| 2017   | Katar    | Argentinien | USA-Texas   | Spanien    | Frankreich | Italien    | Katalonien             | Niederlande    | Deutschland | Tschechien             | Osterreich  | Vereinigtes Konigreich | San Marino | Aragonien      | Japan          | Australien     | Malaysia   | \|\| \|\| \|\| |                |           |          |          |
| 2017   | 25       | 19          | 17          | DNF        | 15         | 17         | 14                     | 16             | 15          | 22                     | DNF         | 19                     | DNF        | 19             | 3              | DNF            | 19         | 28             |                |           |          |          |
| 2018   | Katar    | Argentinien | USA-Texas   | Spanien    | Frankreich | Italien    | Katalonien             | Niederlande    | Deutschland | Tschechien             | Osterreich  | Vereinigtes Konigreich | San Marino | Aragonien      | Thailand       | Japan          | Australien | Malaysia       | \|\| \|\| \|\| |           |          |          |
| 2018   | 14       | 1           | 3           | 2          | DNF        | 2          | 2                      | DNF            | 2           | 6                      | 1           | C                      | DNF        | 2              | NC             | 1              | DNF        | 5              | 20             |           |          |          |
| 2019   | Katar    | Argentinien | USA-Texas   | Spanien    | Frankreich | Italien    | Katalonien             | Niederlande    | Deutschland | Tschechien             | Osterreich  | Vereinigtes Konigreich | San Marino | Aragonien      | Thailand       | Japan          | Australien | Malaysia       | \|\| \|\| \|\| |           |          |          |
| 2019   | 26       | 16          | DNF         | 22         | 18         | 23         | 23                     | 10             | 19          | 12                     | 23          | 19                     | DNF        | 15             | 10             | DNF            | DNF        | DNF            | 19             |           |          |          |
| 2020   | Katar    | Spanien     | Andalusien  | Tschechien | Osterreich | Steiermark | San Marino             | Emilia-Romagna | Katalonien  | Frankreich             | Aragonien   |                        | Europa     | Valencia       | \|\| \|\| \|\| |                |            |                |                |           |          |          |
| 2020   | 12       | DNF         | 3           | 6          | 6          | 1          | 2                      | 2              | 7           | 3                      | DNF         | DNF                    | 1          | 3              | 4              |                |            |                |                |           |          |          |
| 2021   | Katar    | Katar       | Portugal    | Spanien    | Frankreich | Italien    | Katalonien             | Deutschland    | Niederlande | Steiermark             | Osterreich  | Vereinigtes Konigreich | Aragonien  | San Marino     | USA-Texas      | Emilia-Romagna | Portugal   | \|\| \|\| \|\| |                |           |          |          |
| 2021   | 4        | 4           | 6           | 2          | 3          | 3          | 4                      | 3              | 5           | 1                      | 10          | 2                      | DNF        | 5              | 3              | DNF            | 8          | 20             |                |           |          |          |
| 2022   | Katar    | Indonesien  | Argentinien | USA-Texas  | Portugal   | Spanien    | Frankreich             | Italien        | Katalonien  | Deutschland            | Niederlande | Vereinigtes Konigreich | Osterreich | San Marino     | Aragonien      | Japan          | Thailand   | Australien     | Malaysia       | \|\| \|\| |          |          |
| 2022   | DNF      | 20          | 9           | DNF        | 15         | 9          | 12                     | 5              | DNF         | 11                     | 2           | 10                     | 9          | 17             | 10             | 10             | 16         | 4              | 4              | 11        |          |          |
| 2023   | Portugal | Argentinien | USA-Texas   | Spanien    | Frankreich | Italien    | Deutschland            | Niederlande    | Kasachstan  | Vereinigtes Konigreich | Osterreich  | Katalonien             | San Marino | Indien         | Japan          | Indonesien     | Australien | Thailand       | Malaysia       | Katar     | Valencia |          |
| 2023   | 3        | 12          | 6           | DNF9       | 17         | 82         | 47                     | 21             | C           | DNF2                   | 3           | 128                    | 2          | 15             | 46             | 53             | 6          | 46             | 67             | 13        | DNF7     |          |
| 2024   | Katar    | Portugal    | USA-Texas   | Spanien    | Frankreich | Katalonien | Italien                | Niederlande    | Deutschland | Vereinigtes Konigreich | Osterreich  | Aragonien              | San Marino | Emilia-Romagna | Indonesien     | Japan          | Australien | Thailand       | Malaysia       | \|\|      |          |          |
| 2024   | 14       | 6           | 8           | 3          | DNF        | 119        | 13                     | DNF            | 8           | 8                      | 68          | 7                      | 5          | 48             | 54             | 7              | 19         | DNF7           | 9              | 98        |          |          |
| 2025   | Thailand | Argentinien | USA-Texas   | Katar      | Spanien    | Frankreich | Vereinigtes Konigreich | Aragonien      | Italien     | Niederlande            | Deutschland | Tschechien             | Osterreich | Ungarn         | Katalonien     | San Marino     | Japan      | Indonesien     | Australien     | Malaysia  | Portugal | Valencia |
| 2025   | 6        | DNF6        | 6           | 9          | 148        | 14         | 14                     | 8              | 56          | 23                     | DNF2        | 24                     | 34         |                |                |                |            |                |                |           |          |          |

| Legende  | Legende            | Legende                                                          |
| Farbe    | Abkürzung          | Bedeutung                                                        |
| -------- | ------------------ | ---------------------------------------------------------------- |
| Gold     | –                  | Sieg                                                             |
| Silber   | –                  | 2. Platz                                                         |
| Bronze   | –                  | 3. Platz                                                         |
| Grün     | –                  | Platzierung in den Punkten                                       |
| Blau     | –                  | Klassifiziert außerhalb der Punkteränge                          |
| Violett  | DNF                | Rennen nicht beendet (did not finish)                            |
| Violett  | NC                 | nicht klassifiziert (not classified)                             |
| Rot      | DNQ                | nicht qualifiziert (did not qualify)                             |
| Rot      | DNPQ               | in Vorqualifikation gescheitert (did not pre-qualify)            |
| Schwarz  | DSQ                | disqualifiziert (disqualified)                                   |
| Weiß     | DNS                | nicht am Start (did not start)                                   |
| Weiß     | WD                 | zurückgezogen (withdrawn)                                        |
| Hellblau | PO                 | nur am Training teilgenommen (practiced only)                    |
| Hellblau | TD                 | Freitags-Testfahrer (test driver)                                |
| ohne     | DNP                | nicht am Training teilgenommen (did not practice)                |
| ohne     | INJ                | verletzt oder krank (injured)                                    |
| ohne     | EX                 | ausgeschlossen (excluded)                                        |
| ohne     | DNA                | nicht erschienen (did not arrive)                                |
| ohne     | C                  | Rennen abgesagt (cancelled)                                      |
| ohne     | keine WM-Teilnahme |                                                                  |
| sonstige | P/fett             | Pole-Position                                                    |
| sonstige | 1/2/3/4/5/6/7/8    | Punktplatzierung im Sprint-/Qualifikationsrennen                 |
| sonstige | SR/kursiv          | Schnellste Rennrunde                                             |
| sonstige | *                  | nicht im Ziel, aufgrund der zurückgelegten Distanz aber gewertet |
| sonstige | ()                 | Streichresultate                                                 |
| sonstige | unterstrichen      | Führender in der Gesamtwertung                                   |